# Alchemilla akdoganica
Alchemilla akdoganica är en rosväxtart som beskrevs av Kalheber. Alchemilla akdoganica ingår i släktet daggkåpor, och familjen rosväxter. Inga underarter finns listade i Catalogue of Life.